# Helicops petersi
Espèce
Helicops petersi  est une espèce de serpents de la famille des Dipsadidae.

## Répartition
Cette espèce est endémique d'Équateur.

## Publication originale
- Rossman, 1976 : Revision of the South American colubrid snakes of the Helicops pastazae complex. Occasional papers of the Museum of Zoology, Louisiana State University, vol. 50, p. 1-15.